# El ángel caído (telenovela)
El ángel caído fue una telenovela mexicana dirigida por Manolo García y producida por Francisco Burillo para la cadena Televisa. Fue emitida por El Canal de las Estrellas del 30 de septiembre de 1985 al 28 de marzo de 1986. Fue protagonizada por Rebecca Jones, en el papel de una villana, y en los papeles antagónicos Alejandro Camacho y Eduardo Palomo como los buenos de la historia.

## Sinopsis
María de los Ángeles Bustamante es conocida por todos sus vecinos como una mujer buena, honesta y muy educada; sin embargo, en realidad es una persona amargada y capaz de todo con tal de conseguir el suficiente dinero para mantenerse económicamente. 
Para lograr sus propósitos, María de los Ángeles se casa con un hombre muy rico al que asesina en su noche de bodas para después cobrar la herencia. Tras cumplir su objetivo, María de los Ángeles decide conseguir más dinero, por lo que planea asesinar a su propio tío, quien la incluye en su testamento junto a su otro sobrino, Toño Arvide. 
Dispuesta a conseguir toda la herencia, María de los Ángeles empieza a acosar a su primo hasta que éste decide escapar del pueblo. El joven empieza a trabajar a las empresas de Roberto Florescano, donde se enamora de Avelina Galá, la prometida de su jefe. 
Toño descubre que Avelina es hija de su difunto tío, por lo que ella también tiene derecho a una parte de la herencia. Así pues, el joven vuelve al pueblo con Roberto y Avelina. Roberto se enamora de María de los Ángeles, mientras que los otros dos tratarán de desenmascararla.

## Reparto
- Rebecca Jones - María de los Ángeles Bustamante Lombardo / Diana Inés Brown (PROTAGONISTA- VILLANA PRINCIPAL)
- Alejandro Camacho - Roberto Florescano
- Eduardo Palomo - Antonio "Toño" Arvide Quijano
- Cristina Peñalver - Avelina Galán
- Lorenzo de Rodas - Manuel Alfonso "El Gallo" Maldonado
- Enrique Rocha - Arturo Curiel
- Fernando Ciangherotti - Ramón Florescano
- Aurora Alonso - Felicitas Nava
- Maritza Olivares - Remedios Nava
- Carlos Andrade - Víctor Manuel Márquez
- Blanca Torres - Doña Victoria Estévez de Quijano
- Nerina Ferrer - Nieves Galán
- Betty Catania - Elvira Márquez
- Jaime Lozano - Padre Rosales
- Claudio Reyes Rubio - Patricio
- Ricardo de León - Demetrio
- Ángeles Marín - Anita
- Paty Thomas - Mercedes
- Marcela Camacho - Lucía
- Carlos Romano - Javier
- Víctor Vera - Lic. Macías
- Blanca Echeverría - Rosalba
- Blanca Córdoba - Bertha
- Luis Couturier - Octavio Barrera / Agustín Arvide
- Humberto Valdepeña - Sr. Castillo
- Luisa Huertas - Lic. Medina
- Leticia Calderón
- Daniel Martín
- Claudia Ramírez
- Manola Saavedra

## Adaptaciones
- La también mexicana TV Azteca realizó en 2012 una versión de esta novela, La otra cara del alma con Gabriela Spanic, Eduardo Capetillo, Michelle Vieth y Jorge Alberti.

## Premios

### Premios TVyNovelas 1986
| Categoría                 | Nominado(a)         | Resultado |
| ------------------------- | ------------------- | --------- |
| Mejor villana             | Rebecca Jones       | Ganadora  |
| Mejor actor joven         | Eduardo Palomo      | Nominado  |
| Mejor revelación femenina | Cristina Peñalver   | Nominada  |
| Mejor debutante masculino | Claudio Reyes Rubio | Nominado  |